# Église Sainte-Madeleine de Sixt-Fer-à-Cheval
Pour les articles homonymes, voir Église Sainte-Madeleine.
L'église Sainte-Madeleine de Sixt-Fer-à-Cheval est une abbatiale catholique française, située dans le département de la Haute-Savoie, dans la commune de Sixt-Fer-à-Cheval.

## Historique
L'abbatiale et l'église paroissiale ont été reliées au XVIIe siècle, à la suite d'un incendie.

## Description

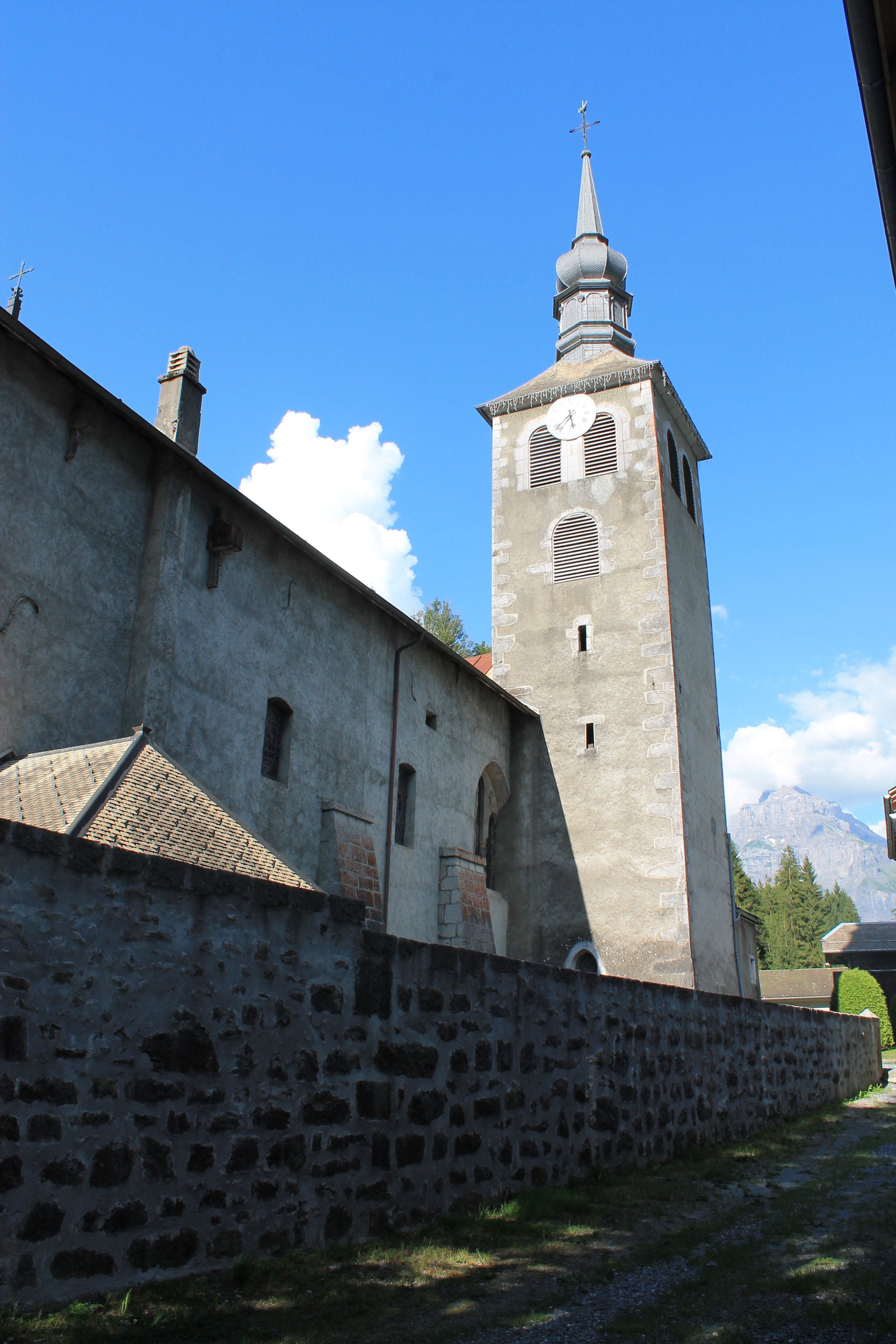
Clocher.
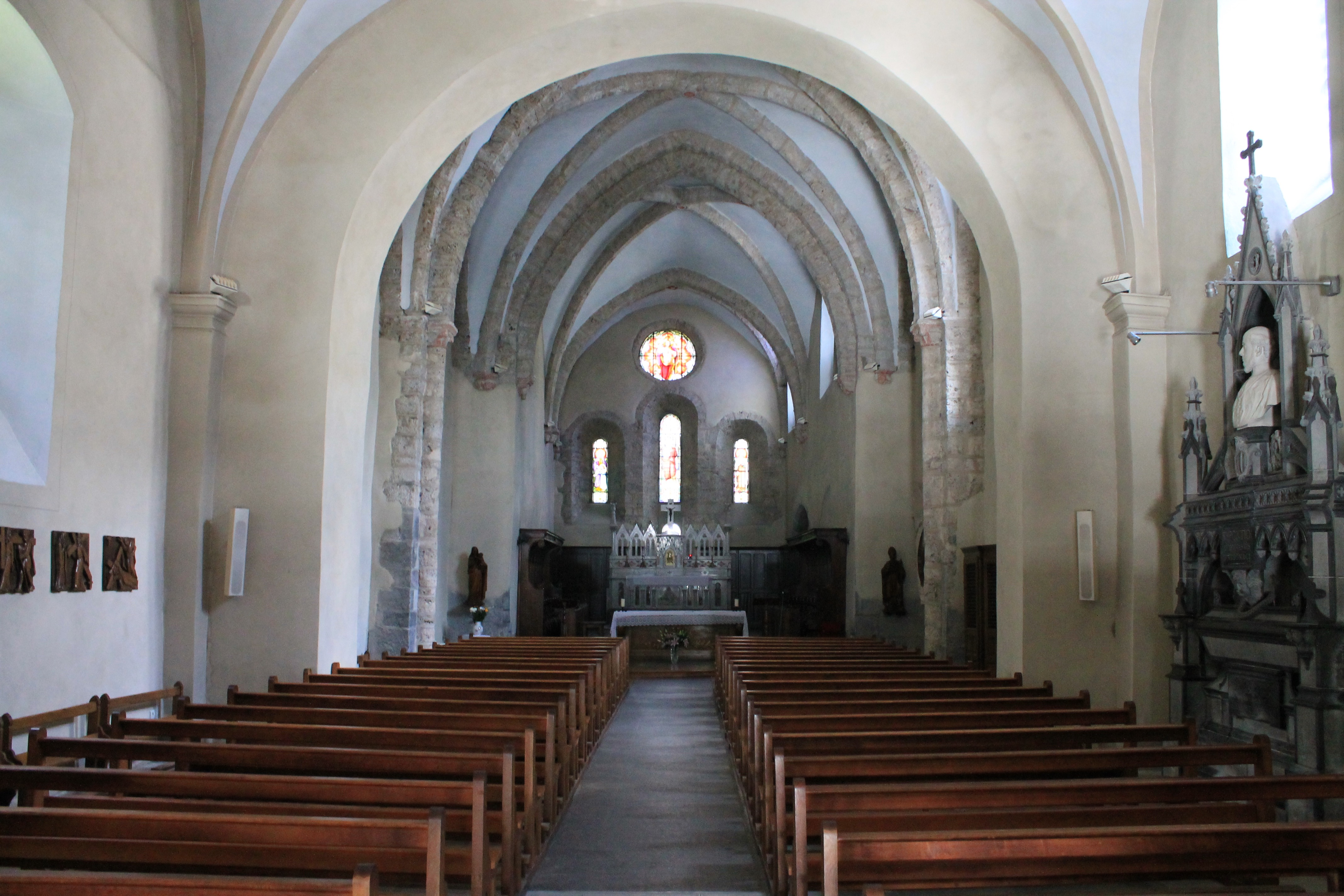
Nef.
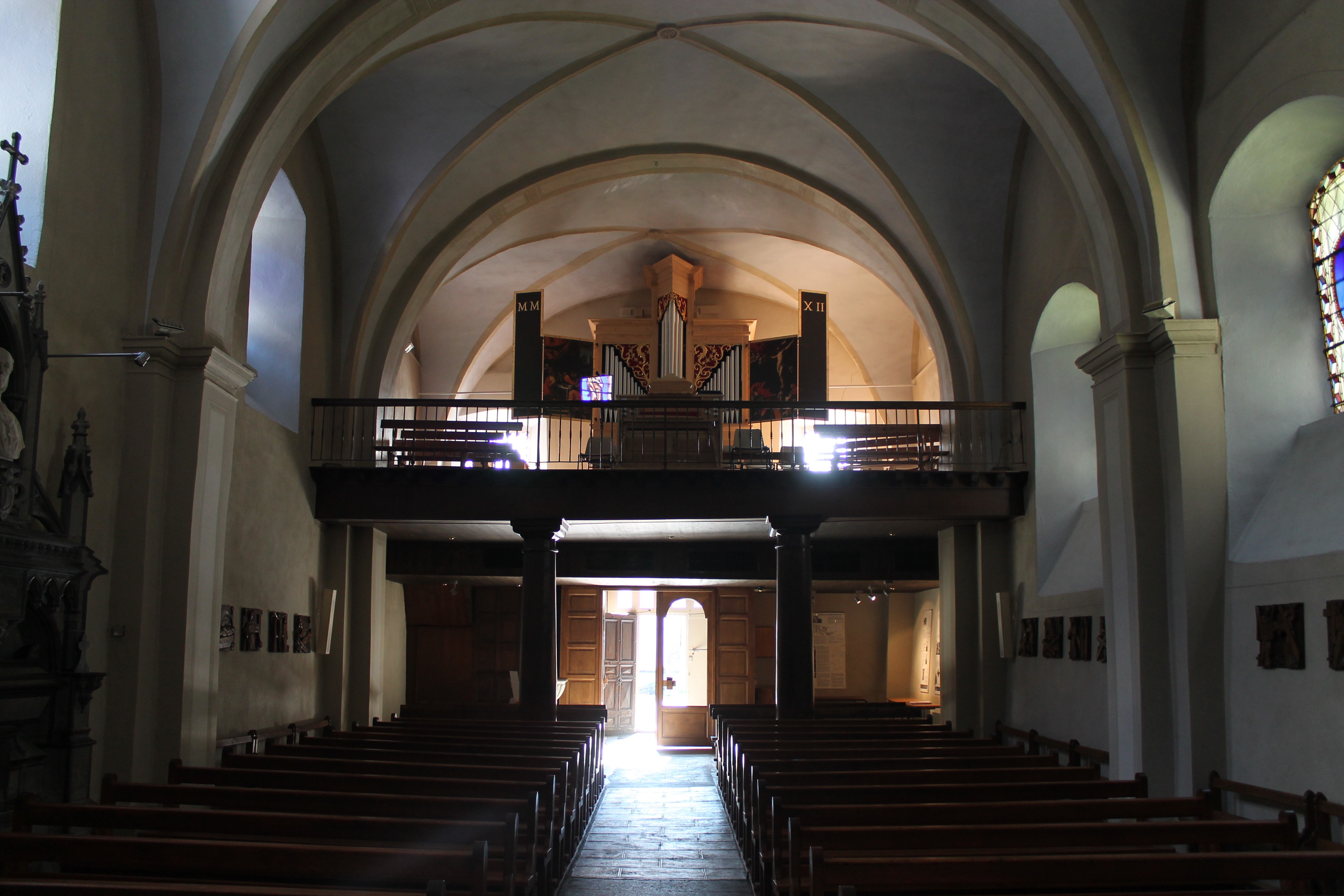
Orgue.
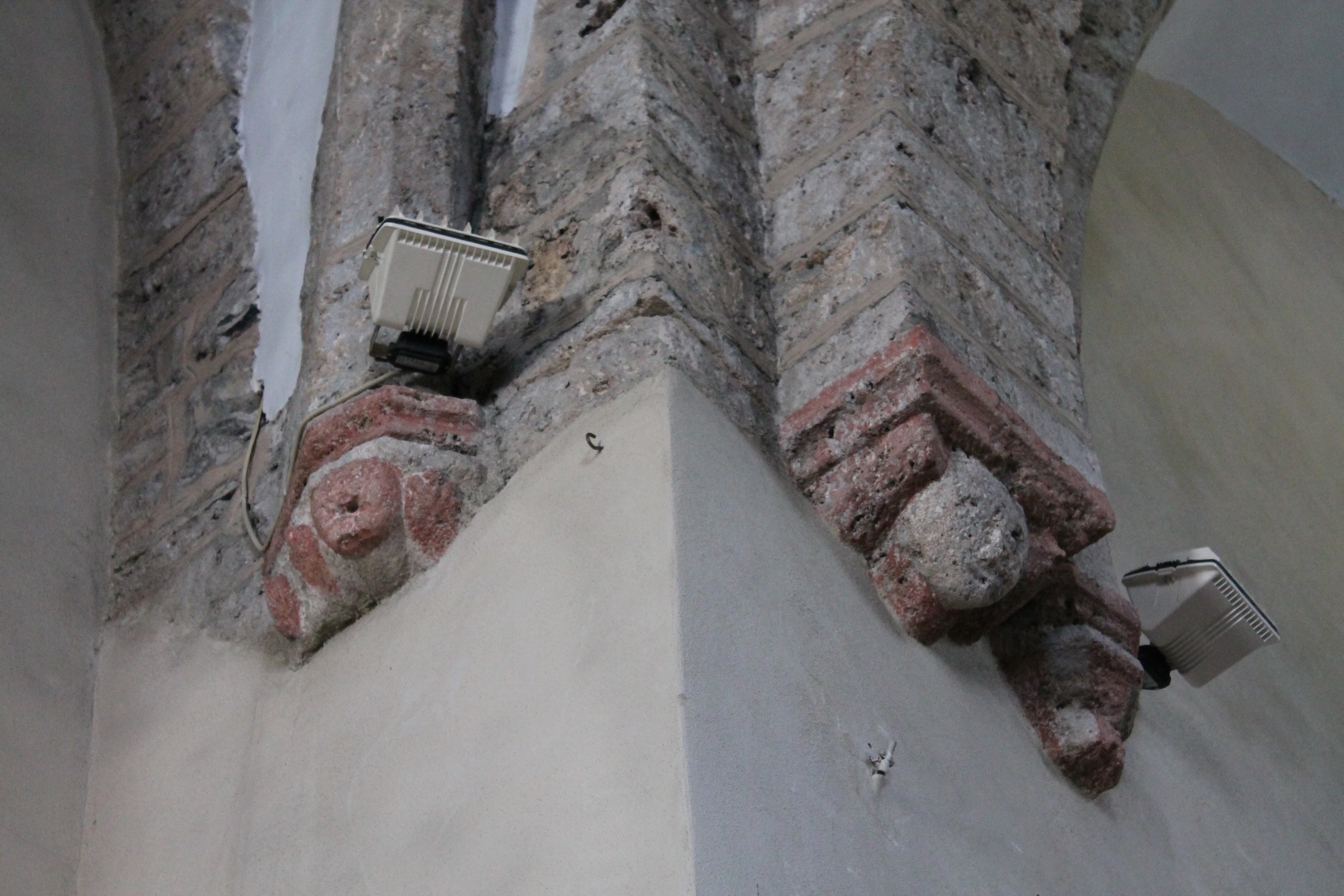
Culots.

Orgue inauguré le 30 septembre 2012 par Vincent Warnier. Il s'agit d'un orgue d'inspiration germanique.

## Châsse et monument funéraire de Ponce de Faucigny
L'église accueille la châsse du bienheureux Ponce de Faucigny fondateur de l'abbaye de Sixt. Un monument funéraire a été érigé en 1885 dans la nef de l'église.

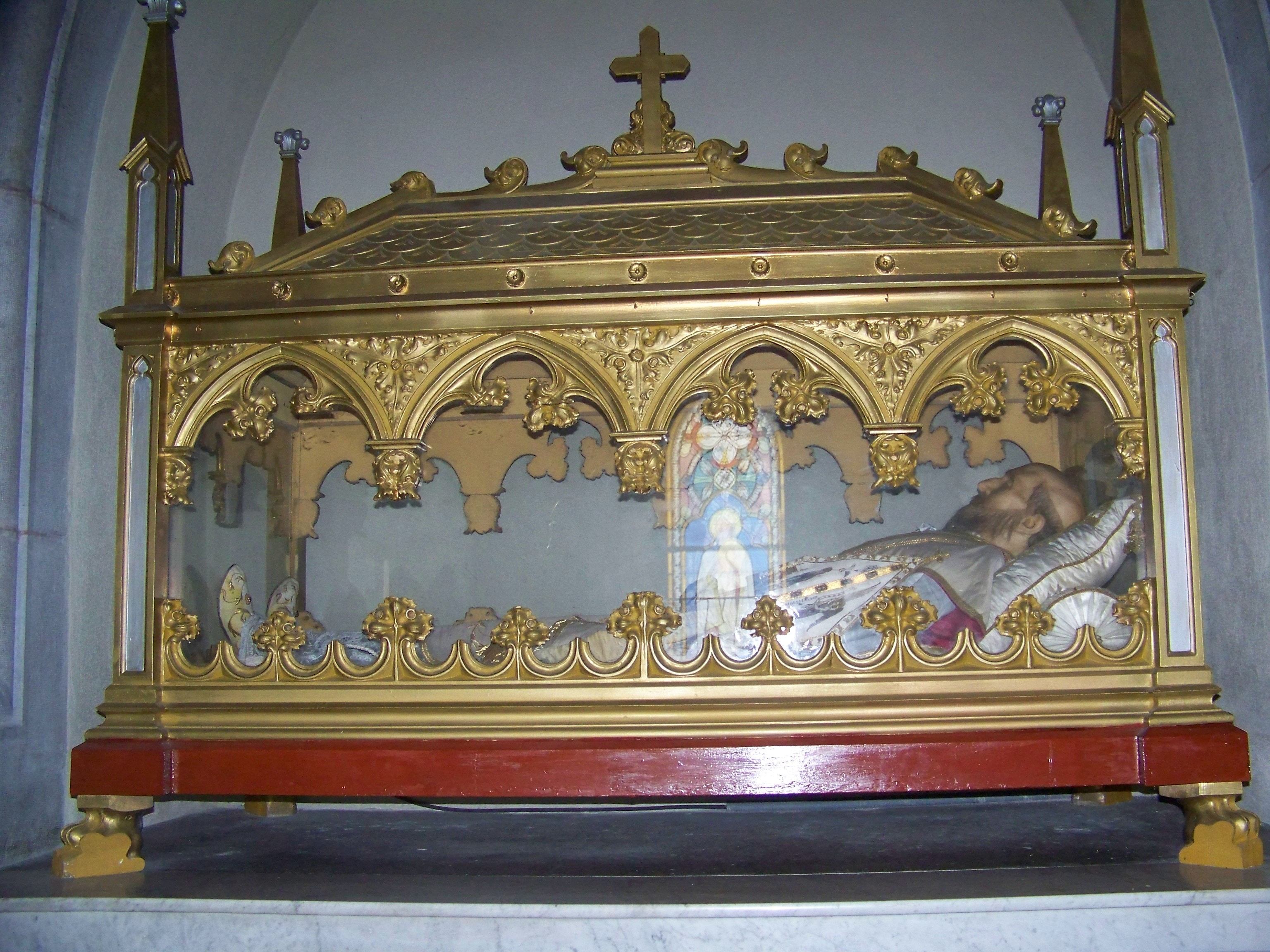
Châsse
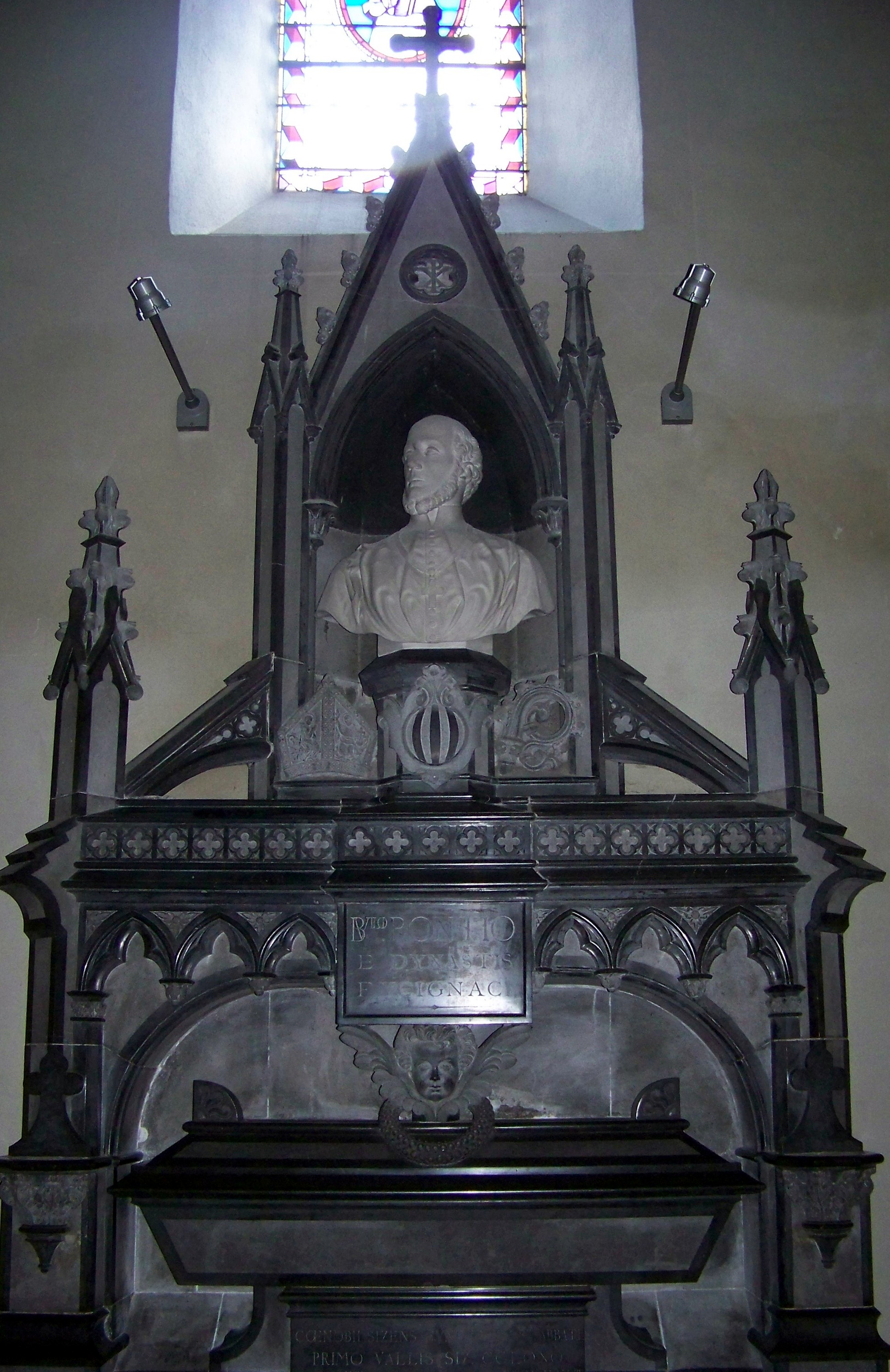
Cénotaphe du bienheureux Ponce de Faucigny.